# 庫斯季夫卡 (赫梅利尼克區)
49°38′38″N 28°21′14″E / 49.64389°N 28.35389°E
庫斯季夫卡（烏克蘭語：Кустівці），是烏克蘭的村落，位於該國西南部文尼察州，由赫梅利尼克區負責管轄，面積2.8平方公里，海拔高度269米，2001年人口429，人口密度每平方公里153.21人。